# Университет на Западна Македония
Университетът на Западна Македония (на гръцки: Πανεπιστήμιο Δυτικής Μακεδονίας, Панепистимио Дитикис Македонияс) е университет в Гърция, основан през 2002 година. Базиран е в Кожани (Козани), но има изнесен университетски център и в Лерин (Флорина). През 2004 година четири катедри от Солунския университет са присъединени към Университета на Западна Македония.
- Педагогически факултет
  - Катедра по начална педагогика (Лерин)
  - Катедра по предучилищна педагогика (Лерин)

- Инженерен факултет
  - Катедра по инженеринг и управление на енергийни ресурси (Кожани)
  - Катедра по компютърни науки и телекомуникации (Кожани)

- Независими катедри
  - Катедра по балканистика (Лерин)
  - Катедра по изобразителни и приложни изкуства (Лерин)